# Pirtói szőlők megállóhely
Pirtói szőlők megállóhely egy Bács-Kiskun vármegyei vasúti megállóhely Pirtó településen, a MÁV üzemeltetésében. A lakott terület északkeleti szélétől nem messze létesült, így tulajdonképpen jobban kiszolgálja a mai települést, mint Pirtó vasútállomás, amely a belterülettől bő két kilométerre délre helyezkedik el. Közúti elérését csak alsóbbrendű mezőgazdasági utak szolgálják.

## Vasútvonalak
A megállóhelyet az alábbi vasútvonalak érintik:
- Budapest–Kelebia-vasútvonal

## Kapcsolódó állomások
A megállóhelyhez az alábbi állomások vannak a legközelebb:
- Soltvadkert vasútállomás (Budapest–Kelebia-vasútvonal)
- Pirtó vasútállomás (Budapest–Kelebia-vasútvonal)

## Forgalom
| Járat | Útvonal | Gyakoriság |
| ----- | --- | ---------- |
|       | A vonalon a vasúti szolgáltatás szünetel, a vonatok helyett a Volánbusz járatai közlekednek. A legközelebbi buszmegálló: Pirtó, községháza |            |